# 鳗鲡楚克拉虫
鳗鲡楚克拉虫（学名：Zschokkella anguillae）为两极科楚克拉虫属的动物。在中国，分布于浙江、武陵山地区等，营寄生生活，寄生在鳗鲡的膀胱、银（鱼风）鱼的肝、银色颌须鮈的肾。